# Franc-Waret
Pour les articles homonymes, voir Waret.
Franc-Warêt (en wallon Franc-Waeret) est une section de la commune belge de Fernelmont située en Région wallonne dans la province de Namur.
C'était une commune à part entière avant la fusion des communes de 1977. 
Remarquable château bâti en plusieurs temps et notamment par des vice-rois wallons en Amérique espagnole.

## Géographie

### Hydrographie
Le village de Franc-Warêt est traversé par le Ru de Franc-Warêt, ruisseau qui forme la Gelbresée qui se jette dans la Meuse à Marche-les-Dames.

## Évolution démographique
- Source: DGS, 1831 à 1970=recensements population, 1976= habitants au 31 décembre

## Histoire

### Tragédie en 1914
Au début de la première guerre mondiale, une tragédie marqua le village de Franc-Warêt. Les troupes allemandes d'uhlans y firent preuve de beaucoup de cruauté.
Franc-Warêt, commune de 320 habitants à l'époque, est située à trois kilomètres au nord-est du Fort de Marchovelette. Le village en est partiellement séparé par un bois ce qui lui donne une importance stratégique considérable.  
Les Allemands arrivent le 19 août 1914, mais s'éloignent à la suite des tirs des sentinelles belges. Le lendemain 20 août, ils reviennent et les Belges doivent se replier. Les Allemands s'emparent de 12 hommes au quartier de la Sauvenière, qu'ils fusillent en deux groupes. Ils fusillent ensuite un domestique  à la ferme de Graux, ils incendient la ferme après avoir arrêté le fermier M. Genette et trois de ses compagnons qui sont tués avec lui. Parmi les victimes trois jeunes filles dont les dépouilles sont enfouies en cachette après leur massacre. L'accusation est toujours la même : avoir tiré sur des soldats Allemands, être des francs-tireurs. Les publications allemandes relatent que les détails du siège du village ont été réglées par des ordres supérieurs et que des hauts gradés (von Gallwitz et von Arnim) se sont rendus sur place pour observer les combats. Les habitants effrayés par les nouvelles décident de s'enfuir vers Gelbressée où 150 d'entre eux sont emmenés à Namur par le curé. Parmi ceux qui restent au village de Franc-Warêt certains se cachent dans les fenils, les caves. Les autres sont enfermés dans des maisons où ils passent des jours effroyables dans l'angoisse du sort des leurs et au bruit des canons. Le 7 septembre les Allemands quittent le château et le village, au matin. De 130 à 150 soldats Allemands s'y étaient rassemblés.
Le bilan est de 22 civils exécutés et 10 bâtiments détruits. L'unité en cause est la 3e DIG - Division d'Infanterie de la Garde- Ces événements font partie des Atrocités allemandes en 1914.

## Patrimoine et culture

### Patrimoine architectural
- Le château de Franc-Warêt est un vaste quadrilatère construit en pierres bleues et briques. Il se compose, au nord d'une ferme fortifiée avec pont-levis et tours d'angles de la fin du XVIe siècle à laquelle est adjointe, au sud, un château du XVIIIe siècle, en « U », tourné vers le midi[5]. L'ensemble est cerné de douves. Il a été classé dans le patrimoine de la région wallonne le 27/09/1972 (sous n°92138-CLT-0005-01). C'est la famille de Groesbeeck qui en est le propriétaire jusqu'à la fin du XVIIIe siècle. Il passe alors aux comtes de Croix puis aux comtes d'Andigné qui y résident.
- L'église Saint-Rémi de Franc-Warêt a été construite, en briques et pierres bleues, en 1889 sur une église plus ancienne (1664) dont il subsiste le chœur en moellons calcaires. Le portail d'entrée porte les armoiries des Groesbeeck[6].
- Le village possède quelques jolis bâtiments.
- Ferme de Sart Helman, route de Noville-les-Bois. Mentionnée au début du XVIIe siècle comme propriété du chanoine Jacques de Lovinfosse[7].
- Ferme d'Autri, appartenue à l'abbaye de Marche-les-Dames. Citée au début du XVIIe siècle sous le nom de « Cense du Try »[7].
- Ferme de la Haute Fontaine, rue Haute Fontaine. Datant de la deuxième moitié du XVIIIe siècle[8].

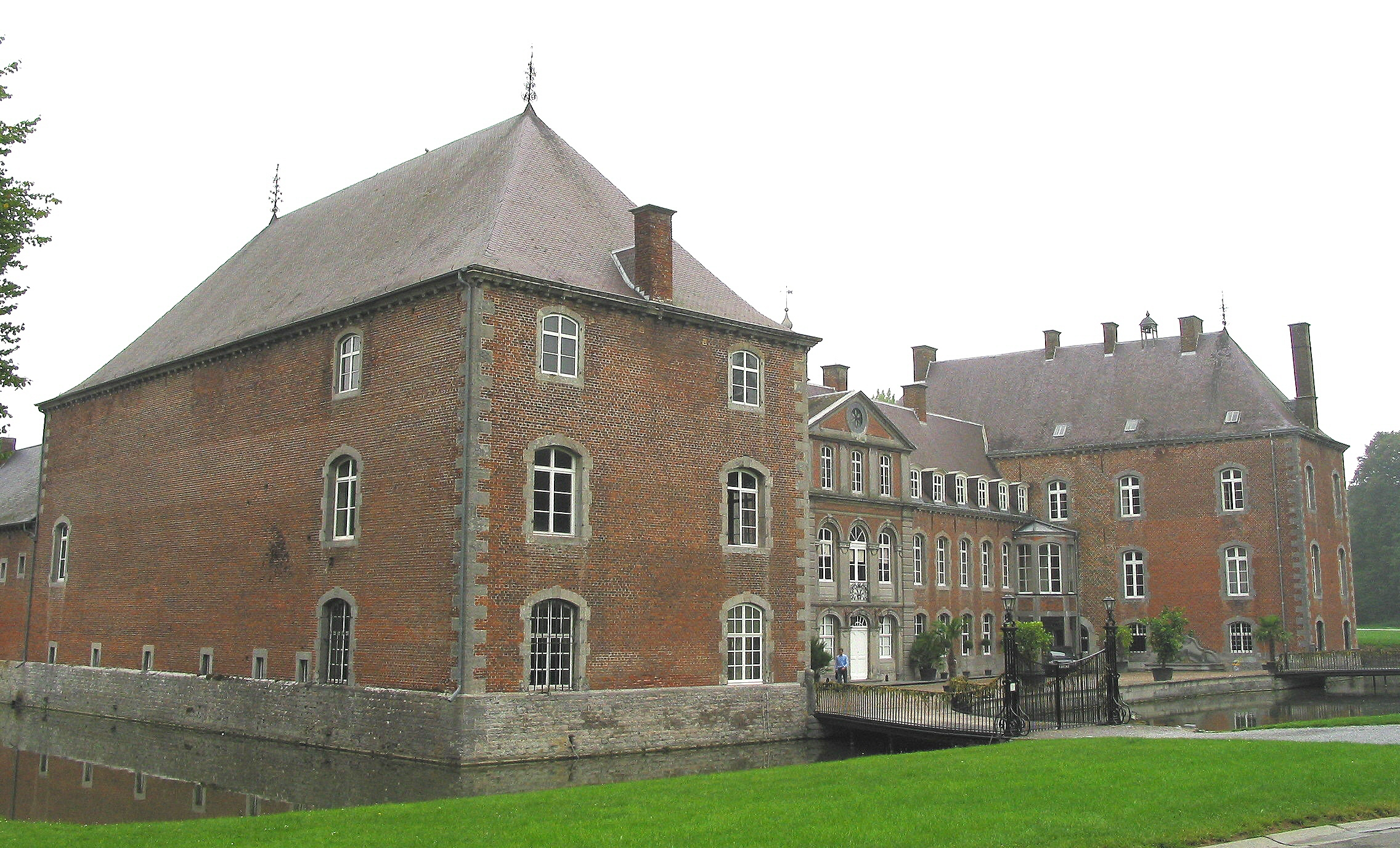
Franc-Waret en sept. 2005, le château (XVIIIe siècle).
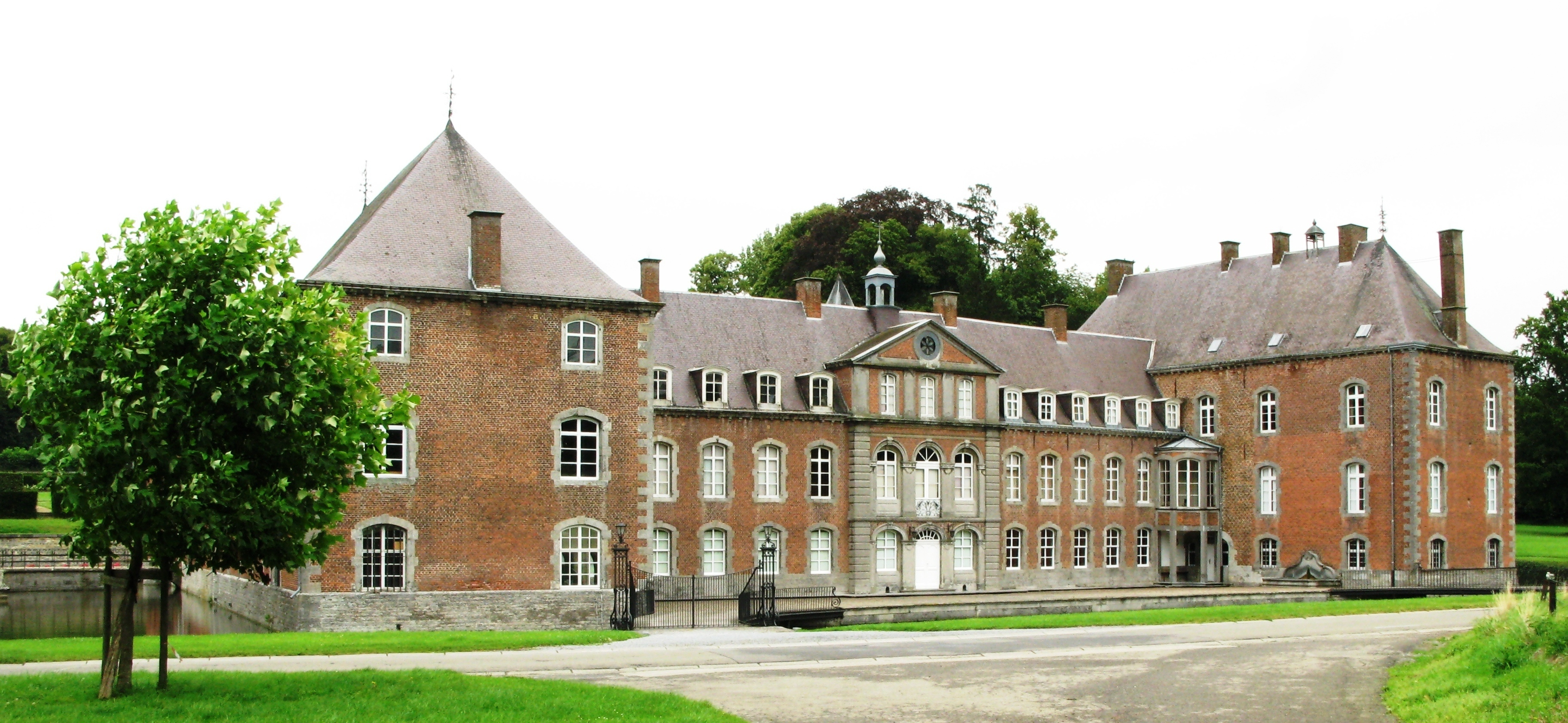
Château de Franc-Waret en août 2008.
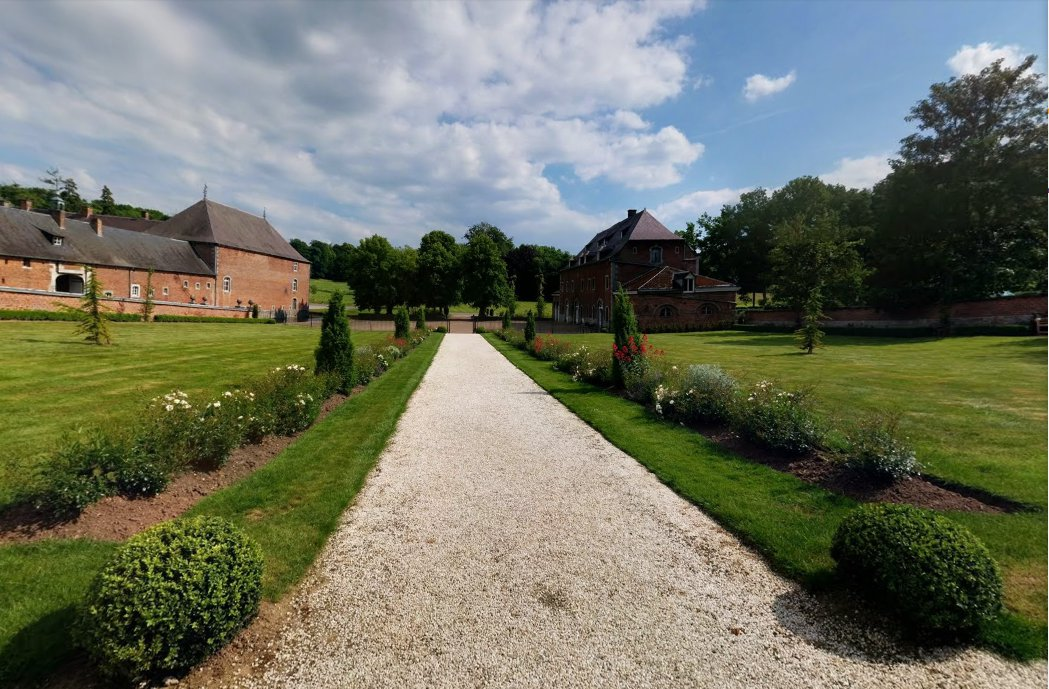
Le château de Franc-Waret, descente de l'orangerie.